# Junko Ozawa
Junko Ozawa (小澤 純子, 7 de desembre de 1973) és una exfutbolista japonesa.

## Selecció del Japó
Va debutar amb la selecció del Japó el 1993. Va disputar 21 partits amb la selecció del Japó. Ha disputat Copa del Món de 1995 i Jocs Olímpics d'estiu de 1996.

## Estadístiques
| Selecció del Japó | Selecció del Japó | Selecció del Japó |
| Anys              | Partits           | Gols              |
| ----------------- | ----------------- | ----------------- |
| 1993              | 4                 | 0                 |
| 1994              | 6                 | 0                 |
| 1995              | 5                 | 0                 |
| 1996              | 5                 | 0                 |
| 1997              | 1                 | 0                 |
| Total             | 21                | 0                 |